# Undine (Schiff, 2003)
Die Undine ist ein Autotransportschiff unter schwedischer Flagge. An Bord wird eine Brennstoffzelle als nachhaltige Energiequelle für die Hilfsenergie getestet.

## Autotransporter Undine
Der Autotransporter  wurde 2003 von Daewoo Heavy Industry an Wallenius Wilhelmsen mit der IMO-Nummer 9240160 abgeliefert und fährt unter schwedischer Flagge mit Heimathafen Stockholm. Das Schiff ist bei einer Länge von 227,9 m, einer Breite von 32,26 m und Tiefgang von 9,5 m mit 67.264 BRZ vermessen und verfügt über eine Tragfähigkeit von 28.388 tdw. Im Laderaum können 3.700 Pkw / 600 Lkw transportiert werden. Der langsamlaufende Zweitaktmotor von MAN B&W mit 14.700 kW ermöglicht dem Schiff eine maximale Geschwindigkeit von 20,5 kn.

## Test einer Brennstoffzelle als nachhaltige Energiequelle
An Bord des Schiffes wurde eine 20-kW-Brennstoffzelle des Typs WFC20 von Wärtsilä installiert. Damit sollen Betriebserfahrungen mit dem Einsatz von Brennstoffzellen auf Überseeschiffen gesammelt werden. Es handelt sich dabei um eine als SOFC (Solid Oxide Fuel Cell) bezeichnete Festoxid-Brennstoffzelle, die mit Methanol betrieben wird. Vorangegangen war ein seit 2000 laufendes Projekt von Wärtsilä mit Festoxid-Brennstoffzellen für stationäre, dezentrale Anwendungen im Leistungsbereich von 1 bis 5 kW.
Hintergrund für diese Installation ist das gemeinsame Projekt des METHAPU-Konsortiums zur Untersuchung einer nachhaltigen Schifffahrt. Beteiligt sind neben dem Motorenhersteller Wärtsilä die Reedereigruppe Wallenius Marine, die Klassifikationsgesellschaften Lloyd’s Register of Shipping und Det Norske Veritas sowie die Universität von Genua.